# Eurysquilla pumae
Eurysquilla pumae is een bidsprinkhaankreeftensoort uit de familie van de Eurysquillidae. De wetenschappelijke naam van de soort is voor het eerst geldig gepubliceerd in 1987 door Hendrickx & Salgado-Barragán.